# Roxbury, Connecticut
Roxbury är en kommun (town) i Litchfield County i delstaten Connecticut, USA med cirka 2 136 invånare (2000). Den har enligt United States Census Bureau en area på totalt 68,1 km² varav 0,2 km² är vatten.